# 王冠連合
王冠連合（おうかんれんごう、英語: Union of the Crowns、スコットランド・ゲール語: Aonadh nan Crùintean、スコットランド語: Union o the Crouns）は、1603年3月24日にスコットランド王ジェームズ6世がジェームズ1世としてイングランド王国とアイルランド王国の国王に即位したことで成立した同君連合を指す呼称。テューダー朝最後の君主エリザベス1世の死により成立した同君連合である。同君連合の成立により、外交など一部の領域においては三王国が統合される形となった。
王冠連合はいわゆる「人的同君連合」あるいは王朝連合であり、ジェームズ1世は「グレートブリテン国王」として統治することを望んだが、スコットランド王位は公式にはイングランド、アイルランド王位とは完全に分離していた。そのため、1650年代の共和国時代と護国卿時代を除くと、三王国が戴く君主は常に同一人物であったが、それぞれが独立国として存在し、ステュアート朝最後のアン女王の治世で成立した1707年合同法でようやくグレートブリテン王国として合同した。

## テューダー朝における統合の試み

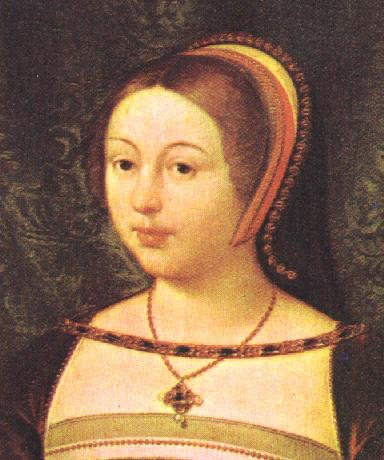
スコットランド王妃マーガレット・テューダー。

1502年、数世紀もの間にわたるイングランド・スコットランド間の紛争を終わらせるべく、永遠平和条約が締結された。これにより、1503年8月、スコットランド王ジェームズ4世がイングランド王ヘンリー7世の娘マーガレットと結婚した。2人の結婚により、イングランドのテューダー朝の王位継承順位にスコットランドのステュアート朝が入り、この結婚がもつ意味合いはウィリアム・ダンバーの『あざみとばら』で描写された。この時点ではスコットランドの王族がイングランド王位を継承する可能性は低いものの、イングランド枢密院などそれを憂慮する声も多く、ヘンリー7世はこれに対し「たとえそうなったとしても、わが国は何もダメージを受けない。なぜなら、その場合はイングランドがスコットランドに併合されるのではなく、スコットランドがイングランドに併合されるからだ。[...]わが先祖であるノルマンディー人がやってきてイングランドを統治したように。」と返答したとされる。
イングランド・スコットランド間の平和は「永遠」には続かず、1509年にイングランド王に即位したヘンリー8世が1513年にフランス王国に宣戦布告すると（カンブレー同盟戦争）、フランスはスコットランドとの古い同盟を発動、ジェームズ4世はフランスの求めに応じて出兵、イングランド北部に侵攻した。これによりフロドゥンの戦いが生起し、ジェームズ4世は戦死した。その後の数十年間のイングランド・スコットランド関係も穏やかなものではなかった。
ヘンリー8世の治世中盤になると、1503年時点ではほとんど取り上げられなかった王位継承問題が浮上した。マーガレットの子孫はこの時点ではイングランドの王位継承権を認められなかったが、王位継承問題はエリザベス1世の治世で再び浮上し、エリザベス1世の晩年にはジェームズ4世とマーガレットの曾孫にあたるスコットランド王ジェームズ6世のみが広く受け入れられる人選となった。

## ジェームズ6世の即位

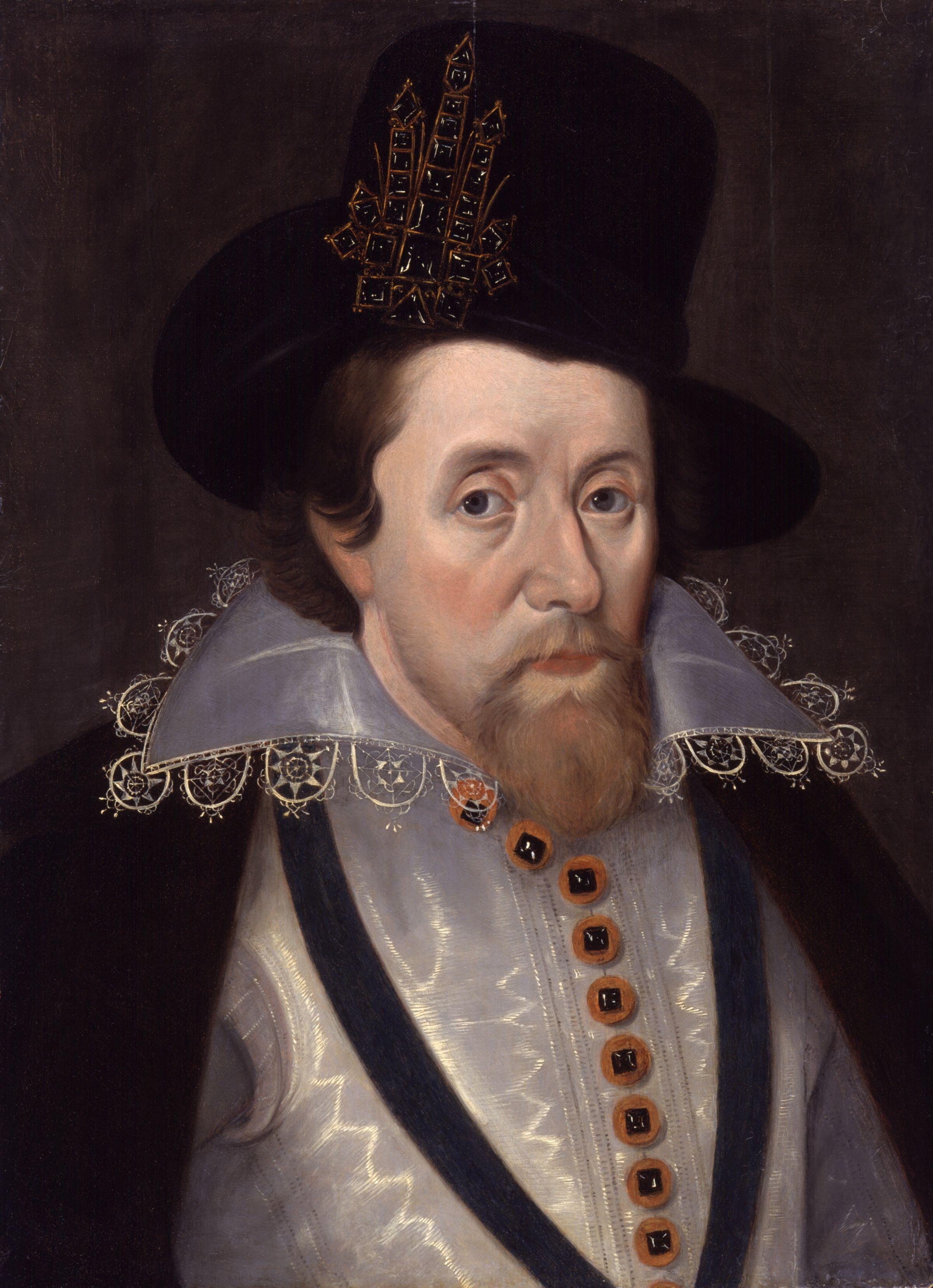
スコットランド王ジェームズ6世

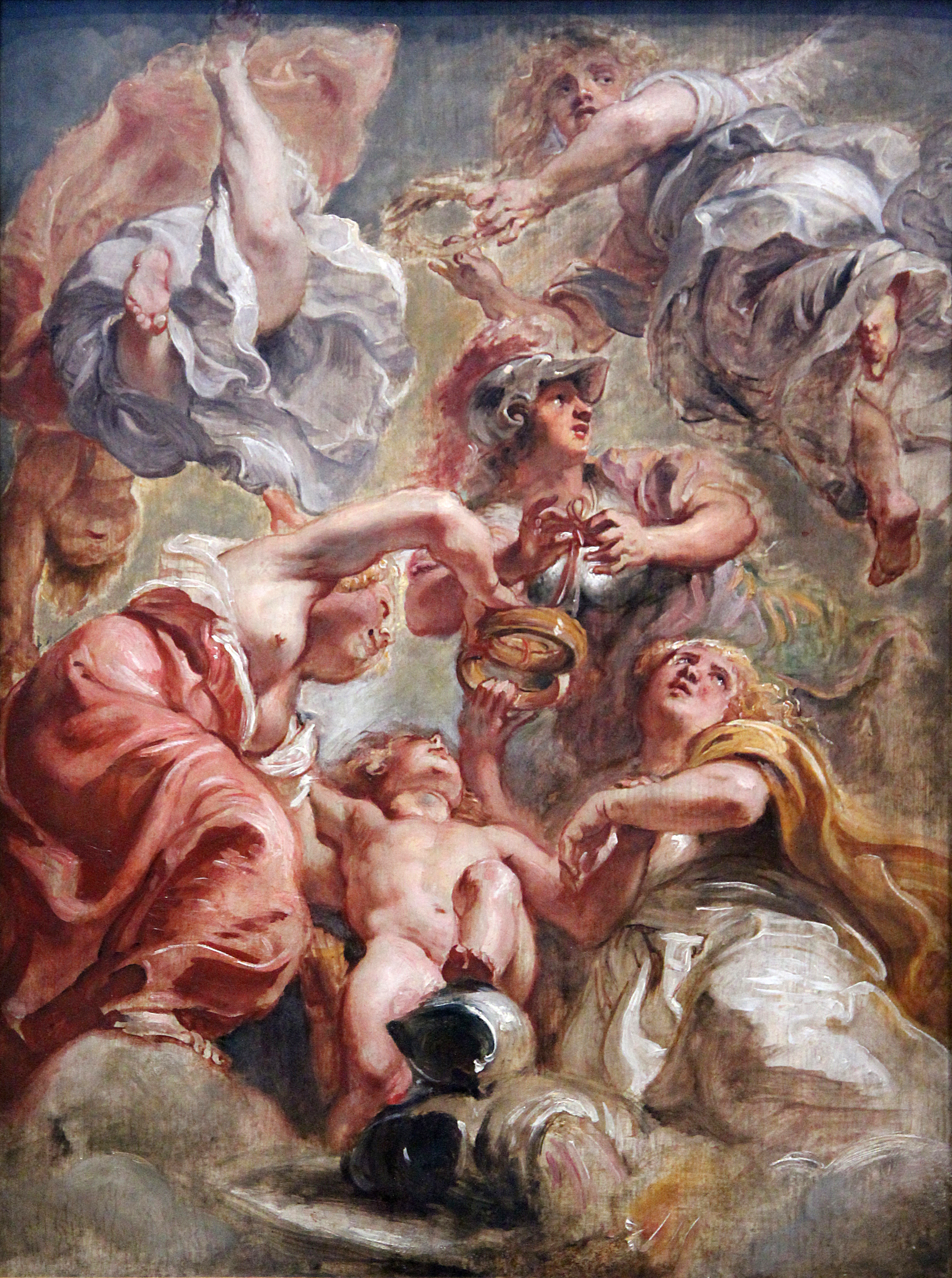
王冠連合を寓意的に示したピーテル・パウル・ルーベンスの『ミネルヴァとイングランド・スコットランド・ユニオン』、1632年/1633年。

エリザベス1世の晩年にあたる1601年より、エリザベス1世の寵臣サー・ロバート・セシルはジェームズ6世と秘密裏に文通して、王位継承が円滑に行われるよう準備した。セシルはジェームズ6世への助言として、王位継承についてエリザベス1世に圧力をかけず、あくまでも敬意をもって親切に接するようにと述べた。この策略は成功をおさめ、エリザベス1世はジェームズ6世への手紙で好感を示し、感謝を述べた。1603年3月、エリザベス1世がまもなく死の床につく頃、セシルはイングランド王即位宣言の草案をジェームズ6世に送った。各地の要塞は警戒をはじめ、ロンドンの守備も補強された。そして、エリザベス1世は3月24日未明に死去、ジェームズ6世の王位継承はわずか8時間にも満たないうちにロンドンで宣言された。ジェームズ6世によるイングランド国王即位という報せは、各地で特に反発や騒乱もなく受け入れられた。
1603年4月5日、ジェームズはエディンバラを発ち、ロンドンに向かったが、3年毎にスコットランドに戻ることを約束した（ただし、この約束は果たされず、ジェームズがスコットランドに戻るのは1617年の1回だけだった）。ジェームズはエリザベス1世の葬儀が終わった後にロンドンに到着するよう、わざと緩慢に進み、各地の名士も気前よくジェームズを歓迎した。イングランドの住民はジェームズの王位継承が社会不安や外国からの侵攻を引き起こさなかったとして歓迎し、ジェームズが各地を訪れると群れを成して会いに行った。ジェームズがロンドンに入城したときも同様の状況であり、国王を一目見るために我先に訪れた群集が怪我する事件もあった。7月25日にイングランド王としての戴冠式が挙げられ、トマス・デッカーやベン・ジョンソンが寓意詩を著したが、疫病の流行により祝祭は制限された。それでもデッカーが述べたように、街路が人であふれるほどの盛況だった。
スコットランド人による統治への畏怖がこの時点までに残っている可能性もあったが、ジェームズのロンドン到着で待望論が高じた。というのも、イングランドはすでに王位継承問題に長年悩まされており（ジェームズは即位時点で息子を2人をもうけていたため、その点ではある程度安心できた）、エリザベス1世の治世晩年もそれほど明るいものではなかったからである。しかし、ジェームズへの歓迎ムードは短期間で終わり、また彼の行動も反感を買うことが多かった。その最たるものとしてはジェームズの国王としての称号であり、彼は「グレートブリテン及びアイルランド国王」（King of Great Britain and Ireland）として統治することを望んだが、イングランド議会はそれに強く反対した。
ジェームズ1世は1604年3月19日にイングランド議会ではじめて演説し、「私が夫で島全体が合法の妻であり、私が頭で島が体であり、私が牧羊者であり島が羊である。福音書に基づくキリスト教国王たる私が、2人の妻を持つ重婚者、分離したあるいは怪物のような体を持つ頭、二分された羊を飼う牧羊者であると考える輩がいないことを望む。」と述べた。しかし、ジェームズ1世の野望はほとんど歓迎されず、イングランド庶民院の議員は相次いで「イングランド王国」の国名と国土を守ることに動き、法律の更新や条約の再交渉を課題として挙げた。ジェームズ1世はそれまでスコットランドの半封建制でただの演出に近いスコットランド王国議会しか経験しておらず、君主に楯突いてきたイングランド議会からの攻撃にショックを受けた。その結果、ジェームズ1世はイングランド議会を無視し、1604年10月20日の「国王陛下の称号に関する宣言」（Proclamation concerning the Kings Majesties Stile）で「グレートブリテン、フランス及びアイルランド国王、信仰の擁護者など」の称号の使用を宣言した。この強引な行動はスコットランドでさえ歓迎されなかったが、イングランド・スコットランド両議会は称号問題を「検討する」よう催促された。結局、検討は数年間続いたが、ジェームズ1世の望んだ結論は出なかった。

## 合同の象徴
ジェームズ1世は合同の象徴として硬貨を統一し、新しい紋章を設計した。新しい国旗も設計されたが、新設計は論争を呼ぶものであり、イングランド側が受け入れられる設計にスコットランドが不満を感じ、その逆もしかりだった。最終的にはジェームズ1世が1606年4月12日にユニオン・フラッグの設計を発表したが、スコットランド側はそれを「スコットランド国旗の上にイングランド国旗を重ねた」と感じ、「イングランド国旗の上にスコットランド国旗を重ねた」という別の設計を1707年まで使用した。ジェームズ1世が新国旗を発表した後もイングランド・スコットランド両国の船は引き続きそれぞれの国旗を使用し、ユニオン・フラッグが普及するのはオリヴァー・クロムウェルの護国卿時代のこととなった。

スコットランド王国の国章（英語版）、1565年 – 1603年。
イングランド王国の国章、1558年 – 1603年。
アイルランド王国の国章、1541年 – 1603年。
スコットランド王国の国章、1603年 – 1707年。
イングランド王国とアイルランド王国の国章、1603年 – 1707年。
スコットランド王国の国旗。
イングランド王国の国旗。
スコットランド王国で使用されたユニオン・フラッグ、17世紀初 – 1707年。
イングランド王国で使用されたユニオン・フラッグ、1606年 – 1707年。
テューダー・ローズとスコットランドのアザミがディミディエイト（統合）された記章。ジェームズ1世はこれを王家の記章（英語版）として使用した。